# Histoire des Autochtones d'Amérique

Une femme Chaco de Bolivie

L'histoire des Autochtones d'Amérique couvre l'Amérique du Nord, du Sud et centrale, y compris les Caraïbes. Elle inclut l'art, les langues et les cultures des Autochtones d'Amérique. L'Amérique précolombienne est souvent subdivisée en périodes préclassique, classique et postclassique, avant que les royaumes et empires existants soient détruits par la conquête européenne. Après 1492, le continent a connu un nettoyage ethnique massif, des actions de génocide et des déplacements de populations. Les Européens ont imposé leur domination par la force des armes. Les Amérindiens ont continué à être discriminés et à être victimes de violences jusqu'à nos jours.

## Préhistoire

Carte de l'expansion de l'Homme moderne depuis l'Afrique.

D'après les études génétiques, les Paléoindiens, ancêtres des actuels Amérindiens, sont arrivés en Alaska par la Béringie en provenance de Sibérie orientale il y a environ 24 000 ans. Le passage entre les deux continents se faisait alors à pied sec en raison de la glaciation qui avait fait baisser le niveau des mers. Ces populations auraient suivi des troupeaux de la mégafaune du Pléistocène aujourd'hui disparue. Plus tard, il y a environ 16 000 ans, la population d'Alaska s'est étendue sur l'ensemble du continent américain. Le passage terrestre entre les calottes glaciaires de la Laurentide et de la Cordillère des Rocheuses n'étant pas encore ouvert, des groupes auraient migré le long de la côte du Pacifique jusqu'aux territoires d'Amérique du Nord libres de glace.
Les outils en pierre, en particulier les pointes de projectile et les grattoirs, constituent les principaux vestiges de l'occupation préhistorique des Amériques. Les archéologues utilisent ces outils lithiques pour désigner les périodes culturelles successives de la Préhistoire du continent.
À partir de 9700 av. J.-C., le réchauffement climatique de l'Holocène a entrainé une augmentation des ressources alimentaires issues de la chasse et de la cueillette, et consécutivement une hausse de la population et un mode de vie plus sédentaire, lequel a débouché ultérieurement dans certaines régions sur l'adoption de l'agriculture.

## Amérique précolombienne

### Amérique du Nord

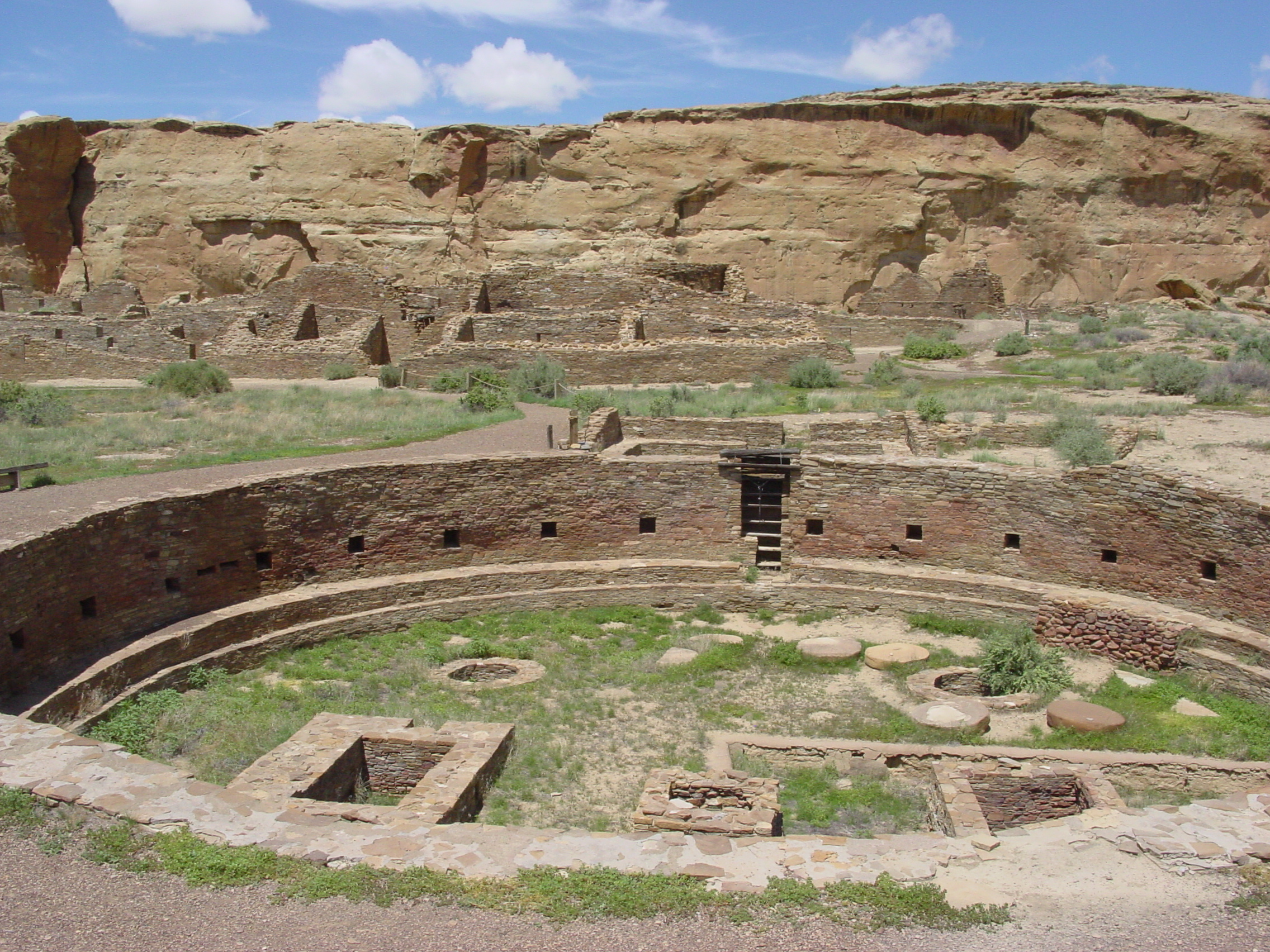
La grande kiva de Chetro Ketl au parc historique national de la culture du Chaco, site du patrimoine mondial de l'UNESCO.
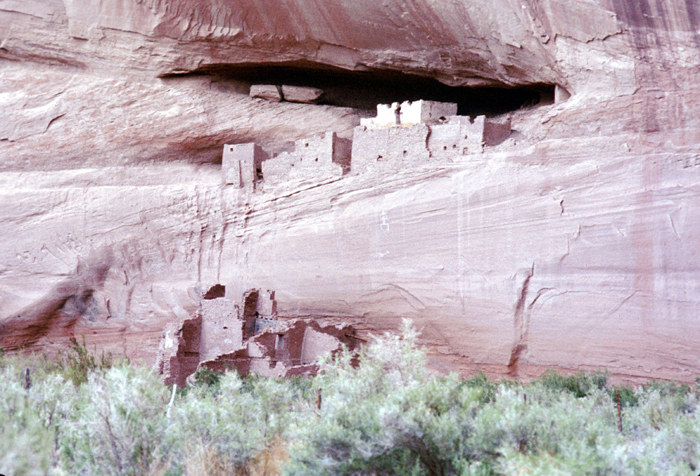
Ruines de la Maison Blanche, Monument national du Canyon de Chelly
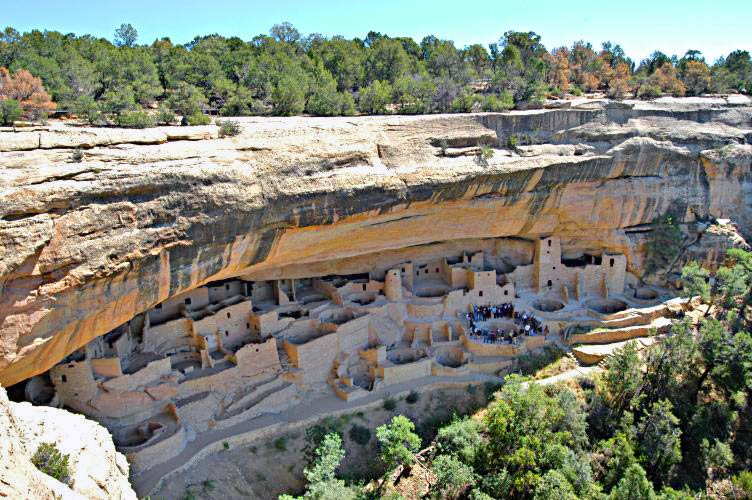
Cliff Palace, parc national de Mesa Verde, site du patrimoine mondial de l'UNESCO.

### Amérique du Sud

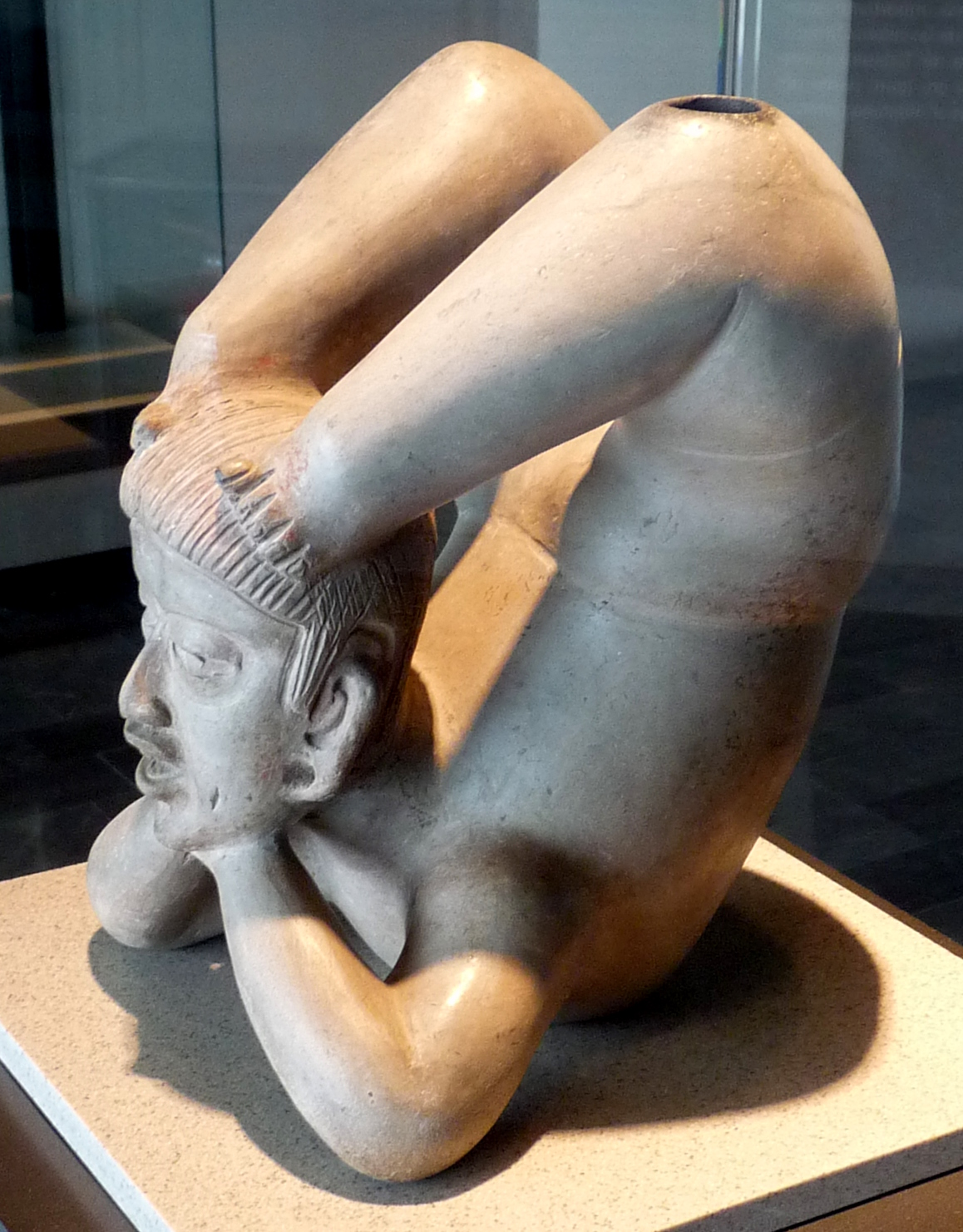
Céramique de Culture de Tlatilco.
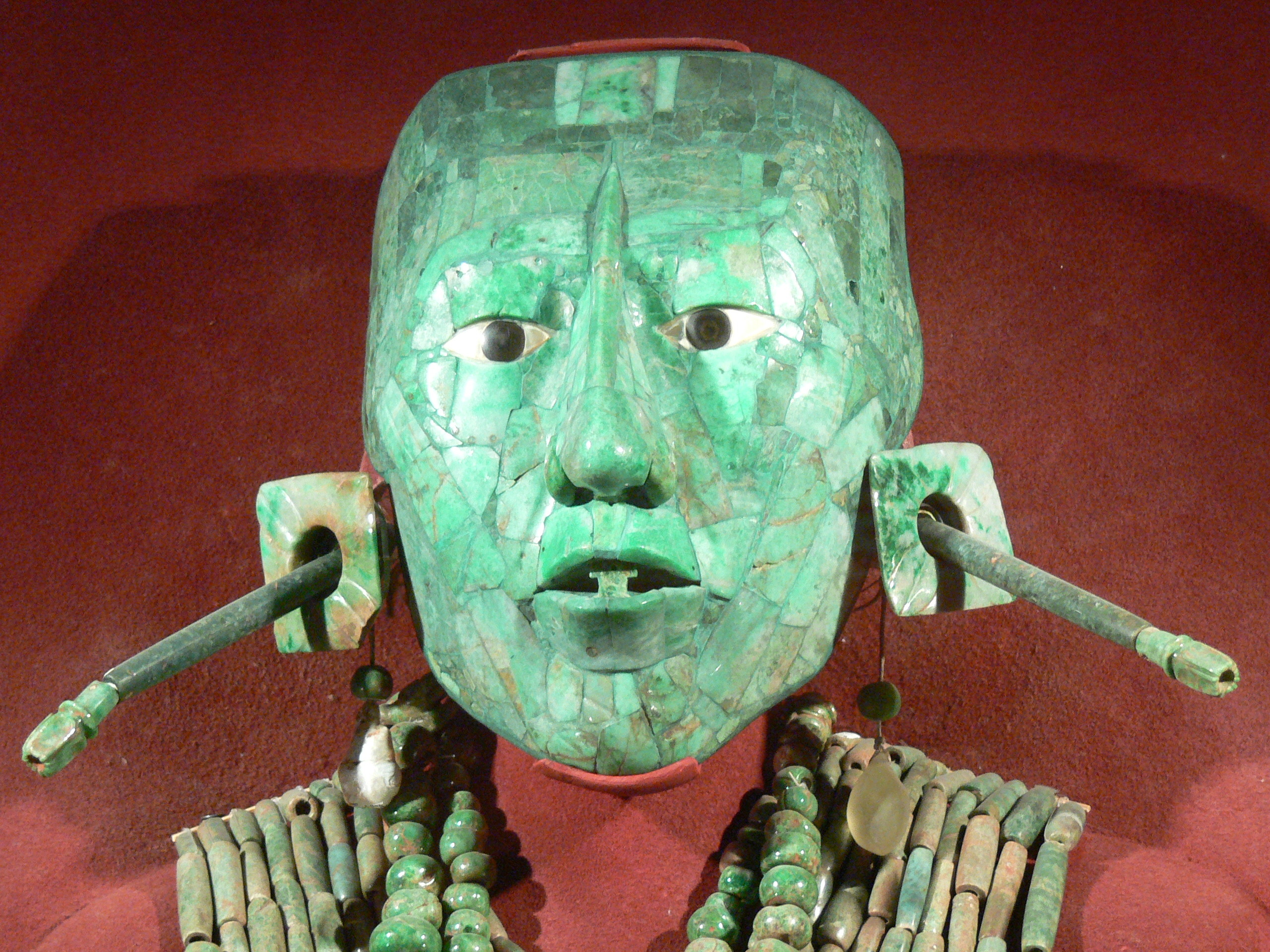
Masque funéraire Palenque.
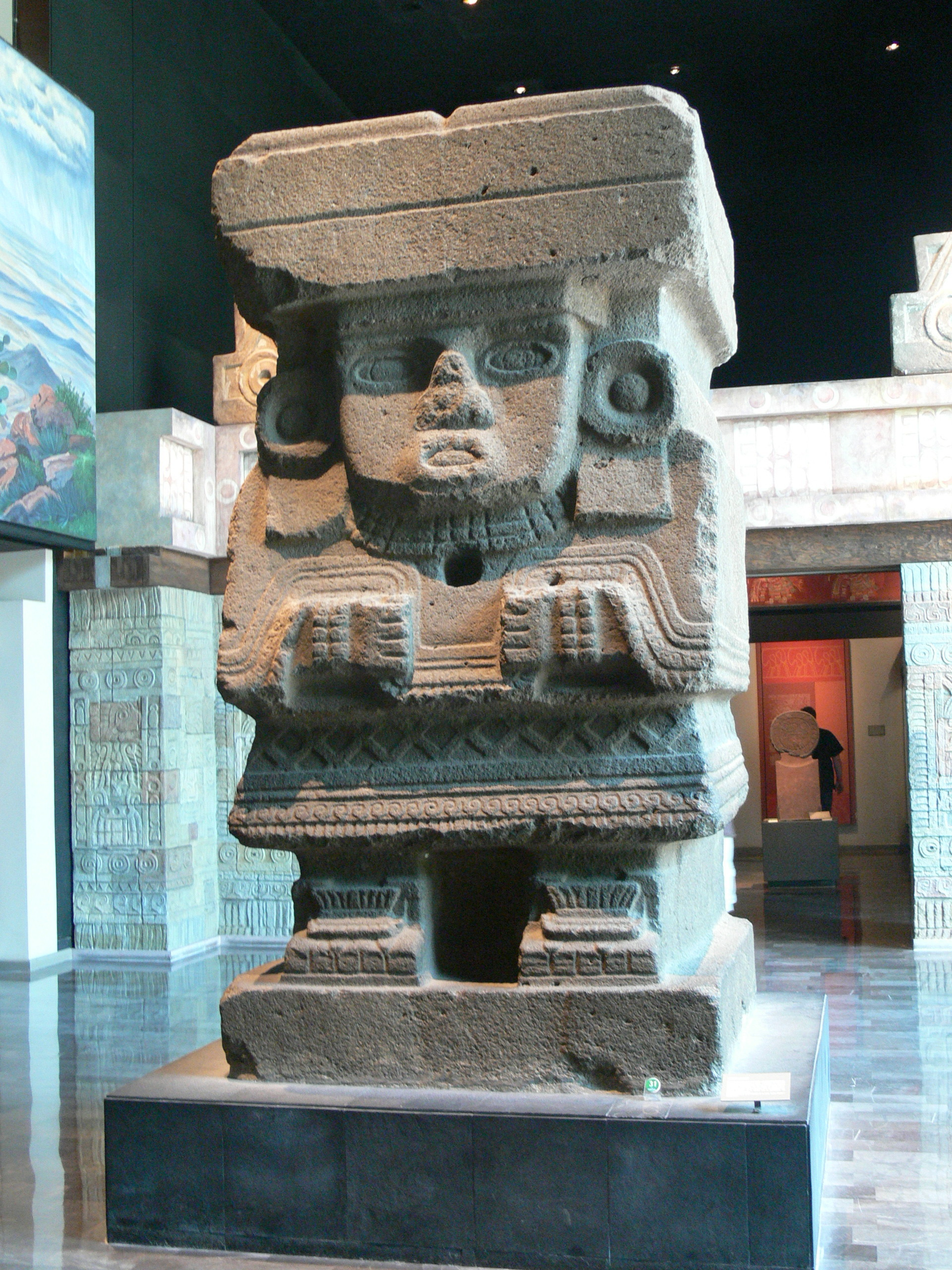
Sculpture de Teotihuacan.

### Mésoamérique

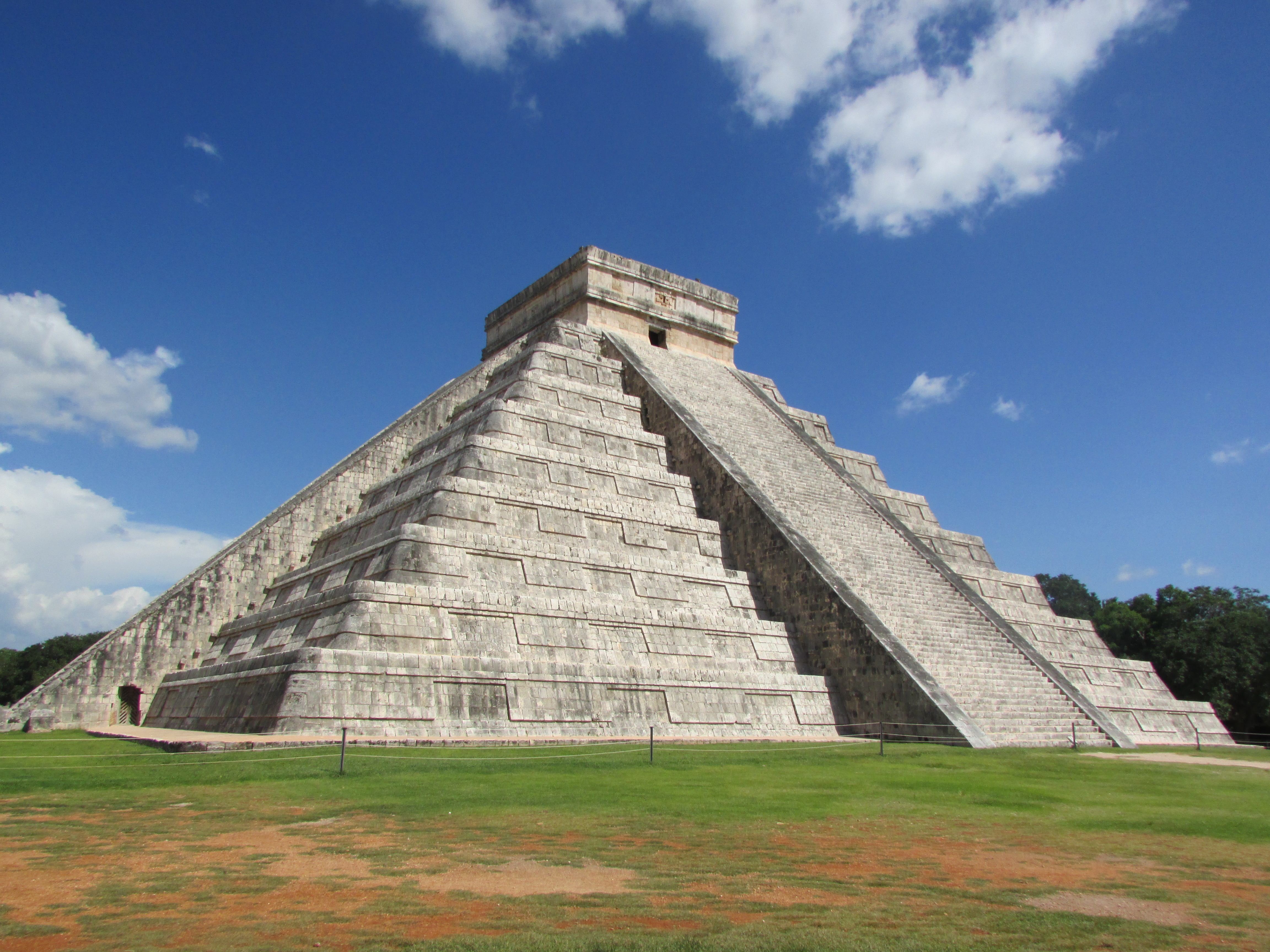
El Castillo, Chichén Itzá.
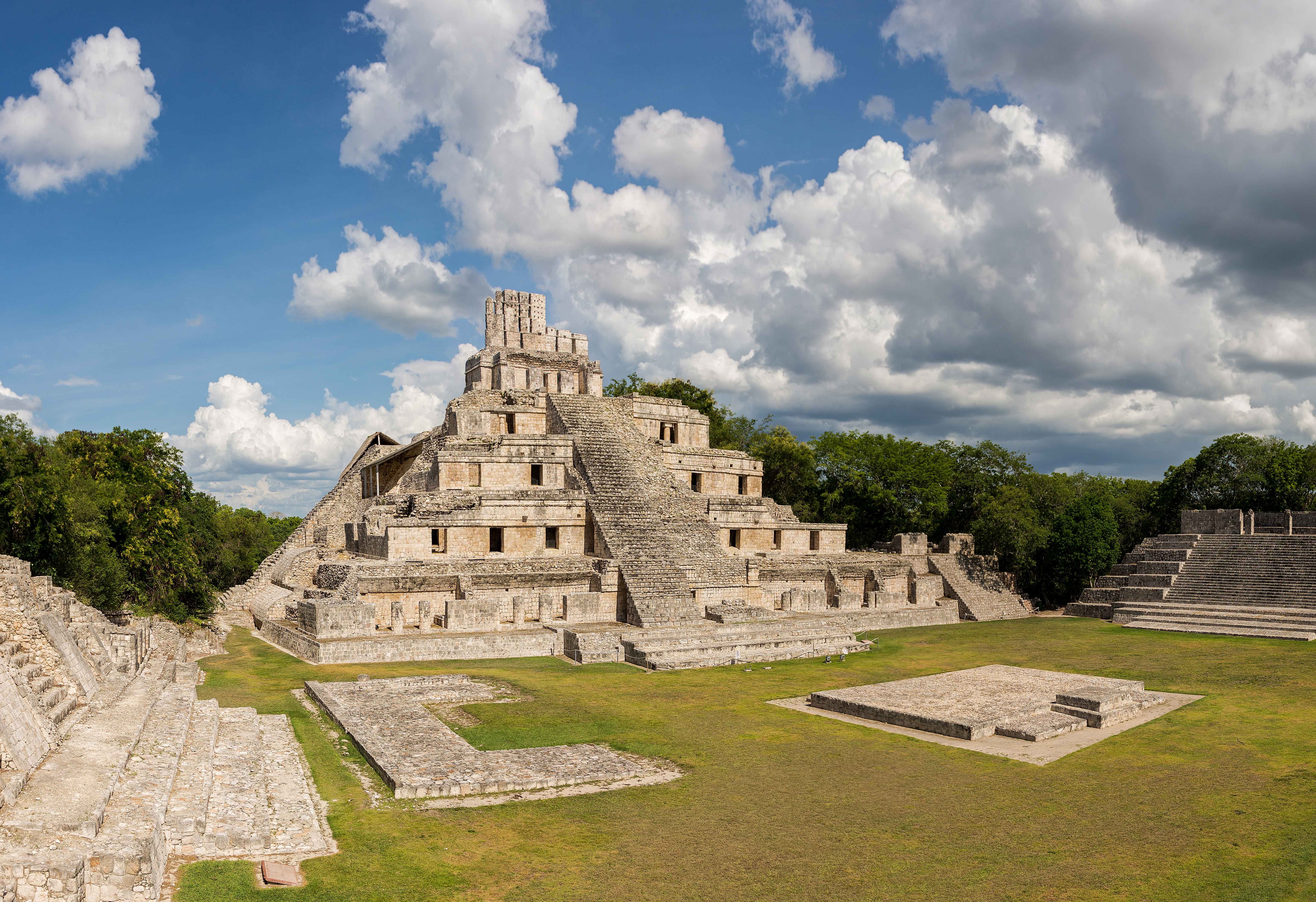
Edzna.
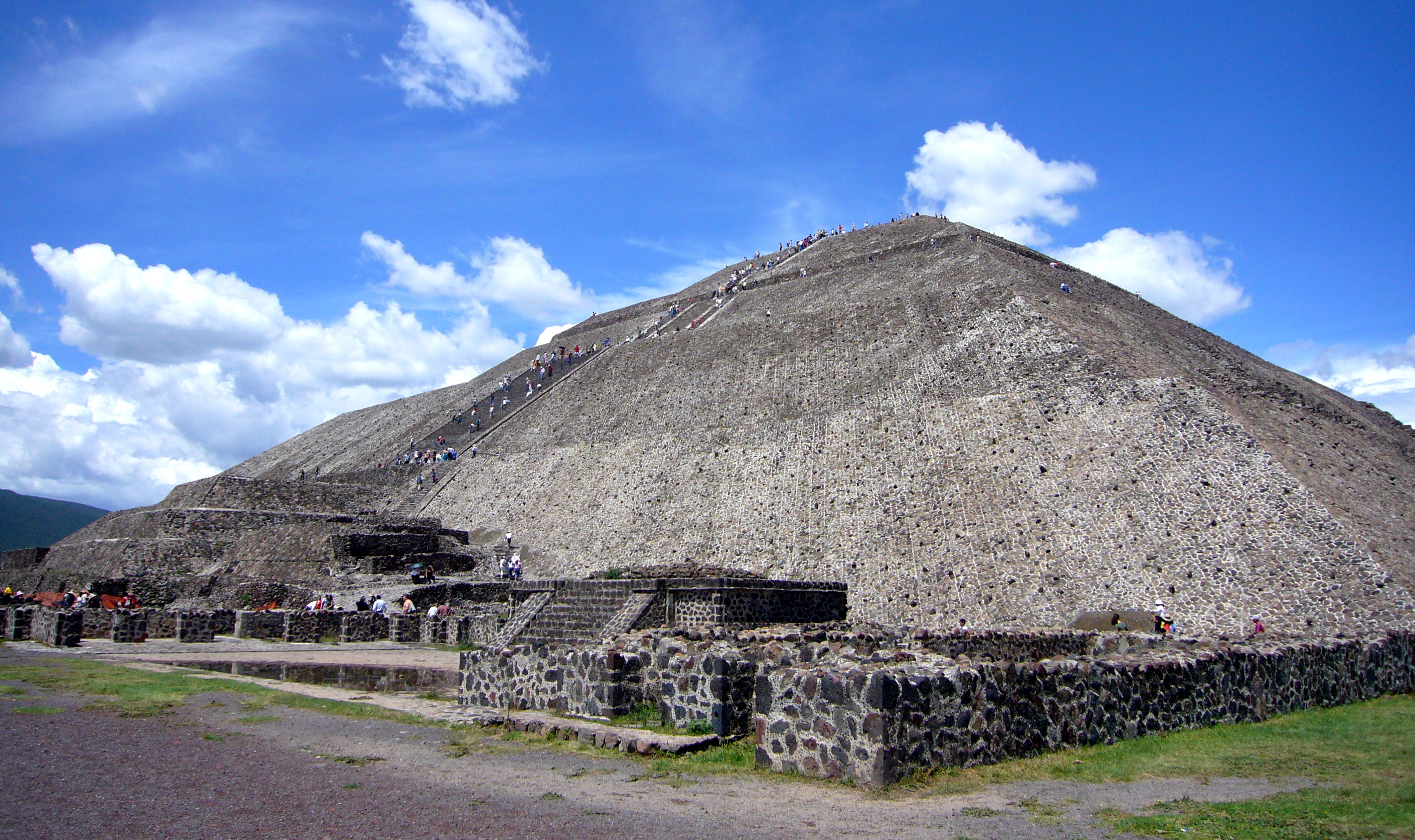
Teotihuacan.

## La colonisation européenne

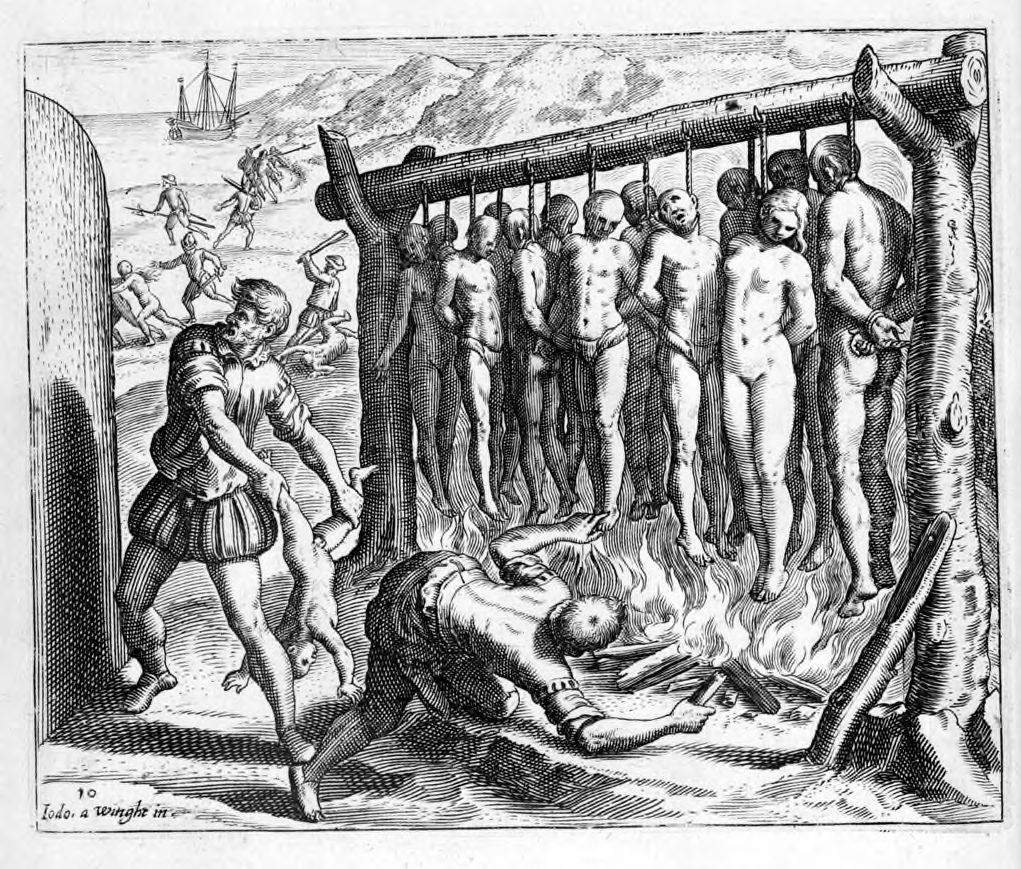
Les colons européens ont commis un génocide contre les Amérindiens.

Bien que les Scandinaves aient exploré et se soient brièvement établis dans le nord-est de l'Amérique du Nord vers l'an 1000, la colonisation européenne des Amériques a eu lieu à partir de 1492. Au cours de cette période, plusieurs royaumes européens - principalement l'Espagne, le Portugal, la Grande-Bretagne, la France et les Pays-Bas - ont commencé à explorer et à revendiquer les ressources naturelles des Amériques, entraînant le déplacement, le démantèlement, l'esclavage et le génocide des peuples autochtones des Amériques, et l'établissement de plusieurs États coloniaux. Certaines anciennes colonies de colons européens, dont le Nouveau-Mexique, l'Alaska, les Prairies/les Grandes Plaines du Nord et les « Territoires du Nord-Ouest » en Amérique du Nord ; l'isthme de Tehuantepec, la péninsule du Yucatán et le Darién Gap en Amérique centrale ; et le nord-ouest de l'Amazonie, les Andes centrales et les Guyanes en Amérique du Sud - restent relativement ruraux, peu peuplés et indigènes jusqu'au XXIe siècle, mais plusieurs États coloniaux, dont le Brésil, la Colombie, le Mexique, l'Argentine et les États-Unis se sont développés en territoires coloniaux à part entière. La Russie a commencé à coloniser le nord-ouest du Pacifique au milieu du XVIIIe siècle, à la recherche de peaux pour le commerce des fourrures. Bon nombre des structures sociales — y compris les religions, les frontières politiques et les linguae francae — qui prédominent dans l'hémisphère occidental au XXIe siècle sont les descendants des structures qui ont été établies au cours de cette période,,,.
Le rythme rapide auquel l'Europe a grandi en richesse et en puissance était imprévisible au début du XVe siècle, car elle était occupée par des guerres internes. Le contrôle de l'Empire ottoman sur les routes commerciales vers l'Asie a incité les monarques d'Europe occidentale à rechercher des alternatives, ce qui a entraîné les voyages de Christophe Colomb et la découverte accidentelle du « Nouveau Monde ».

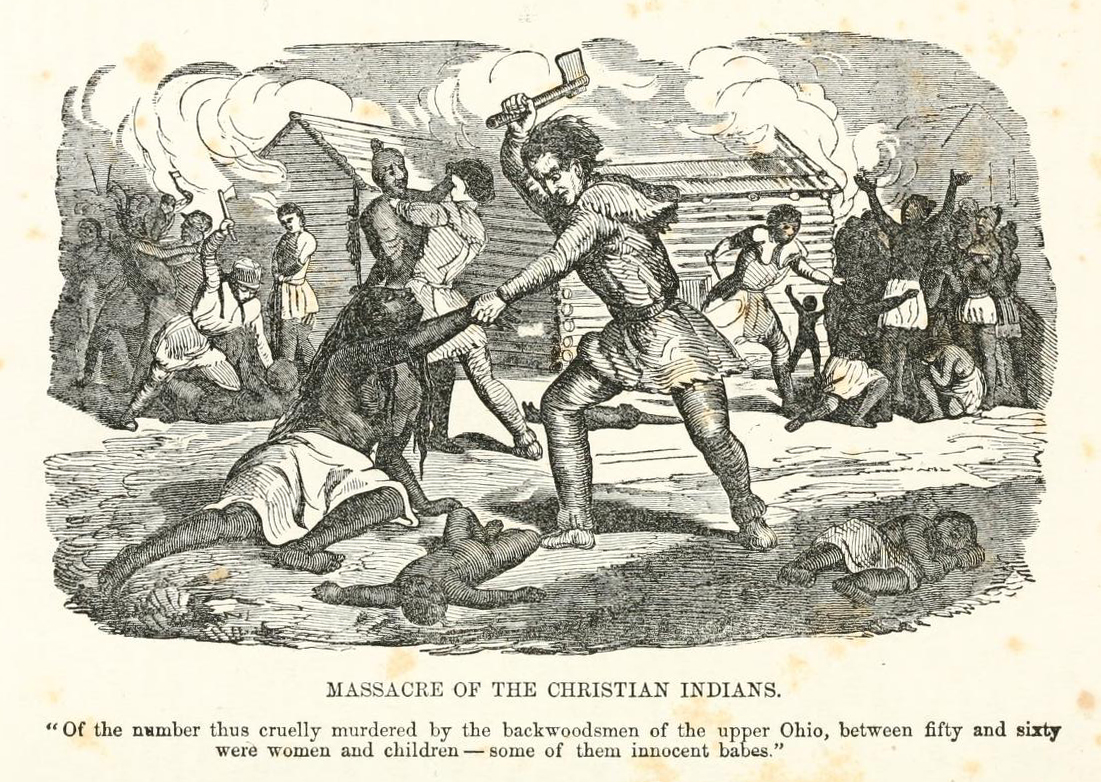
Les colons britanniques ont essayé de tuer tous les hommes, femmes et enfants autochtones en Amérique du Nord.

Lors de la signature du traité de Tordesillas en 1494, le Portugal et l'Espagne sont convenus de diviser la Terre en deux, le Portugal ayant la domination sur les terres non chrétiennes dans la moitié orientale et l'Espagne sur celles de la moitié occidentale. Les revendications espagnoles comprenaient essentiellement l'ensemble du continent américain, cependant, le traité de Tordesillas a accordé la pointe orientale de l'Amérique du Sud au Portugal, où il a établi le Brésil au début des années 1500. La ville de Saint Augustine, dans l'actuelle Floride, fondée en 1565 par les Espagnols, est considérée comme la plus ancienne colonie européenne habitée de manière continue dans les États-Unis contigus.
Il est rapidement devenu évident pour les autres puissances d'Europe occidentale qu'elles pouvaient elles aussi bénéficier de voyages vers l'ouest et dans les années 1530, les Britanniques et les Français avaient commencé à coloniser la pointe nord-est des Amériques. En un siècle, les Suédois avaient établi la Nouvelle-Suède, les Néerlandais avaient fondé les Nouveaux-Pays-Bas et le Danemark-Norvège ainsi que les autres puissances susmentionnées avaient fait plusieurs revendications dans les Caraïbes, et dans les années 1700, le Danemark-Norvège avait relancé ses anciennes colonies du Groenland. La Russie avaient commencé à explorer et à revendiquer la côte du Pacifique de l'Alaska à la Californie.
Les affrontements meurtriers sont devenus plus fréquents au début de cette période alors que les peuples autochtones se sont battus avec acharnement afin de préserver leur intégrité territoriale contre un nombre croissant de colonisateurs européens, ainsi que contre des voisins autochtones hostiles équipés de la technologie eurasienne. Le conflit entre les divers empires européens et les peuples autochtones était la principale dynamique dans les Amériques jusque dans les années 1800, et bien que certaines parties du continent gagnaient leur indépendance de l'Europe à cette époque, d'autres régions comme la Californie, la Patagonie, les « Territoires du Nord-Ouest », et le Nord des Grandes Plaines a connu peu ou pas de colonisation jusqu'aux années 1800.

## Histoire contemporaine

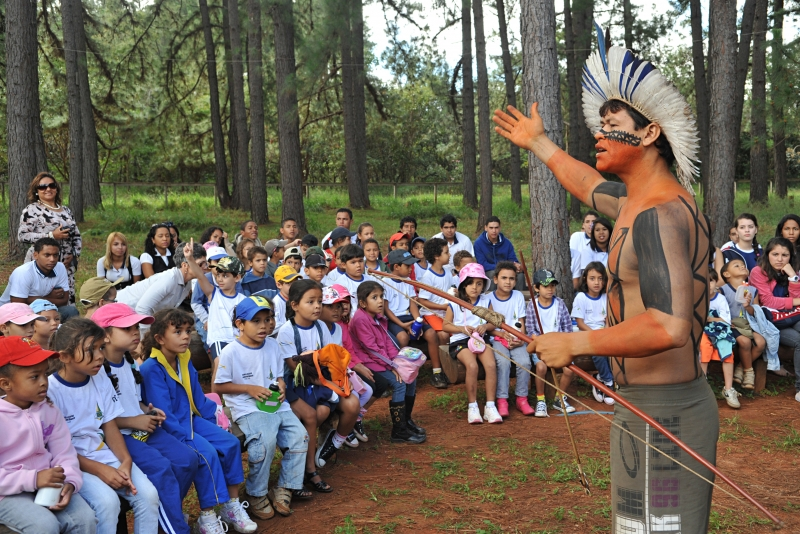
Les peuples autochtones du Brésil sont confrontés à d'importantes pertes de terres et à des violences dues à la déforestation et aux compagnies pétrolières américaines[10].
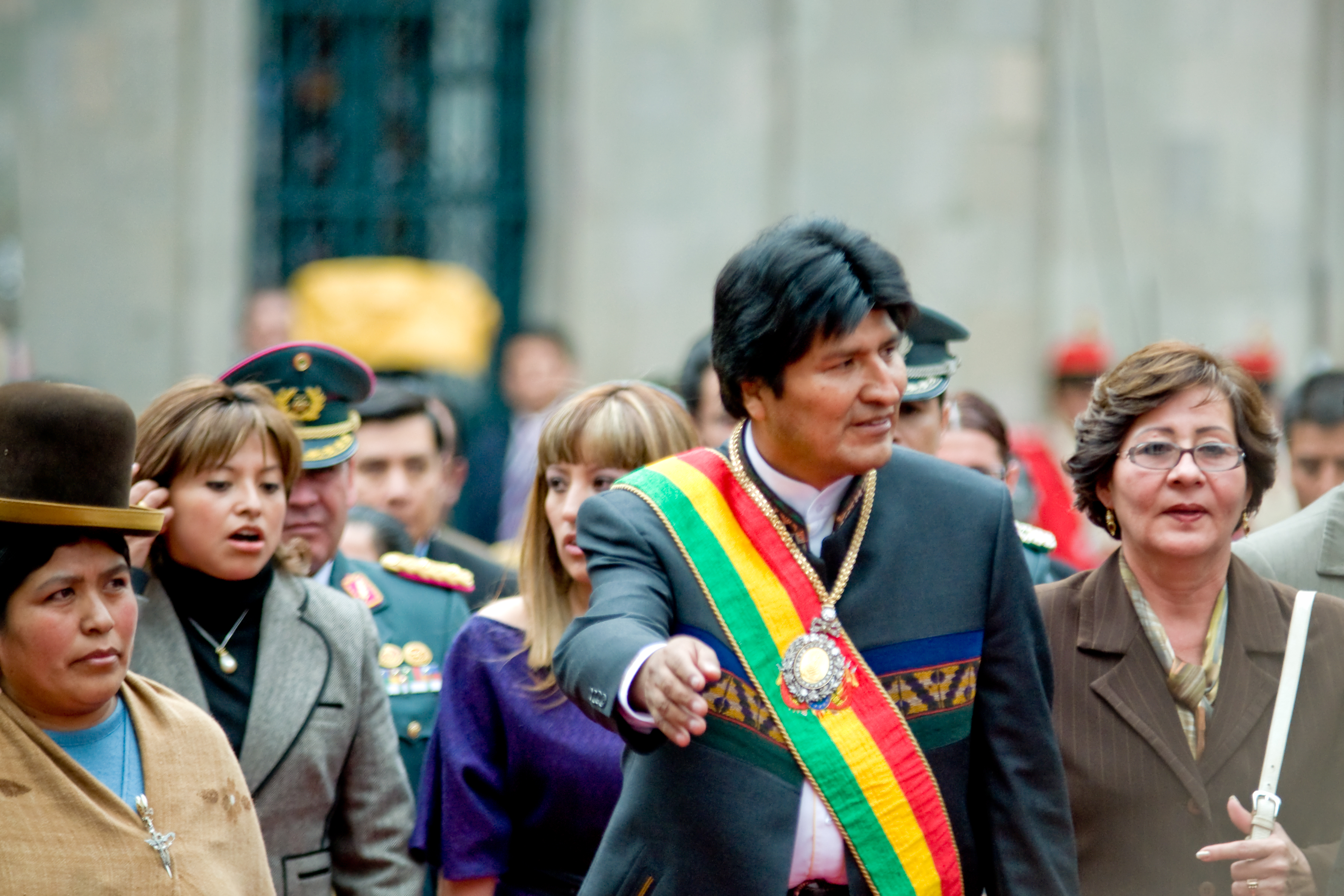
Evo Morales fut le premier président indigène de la Bolivie.
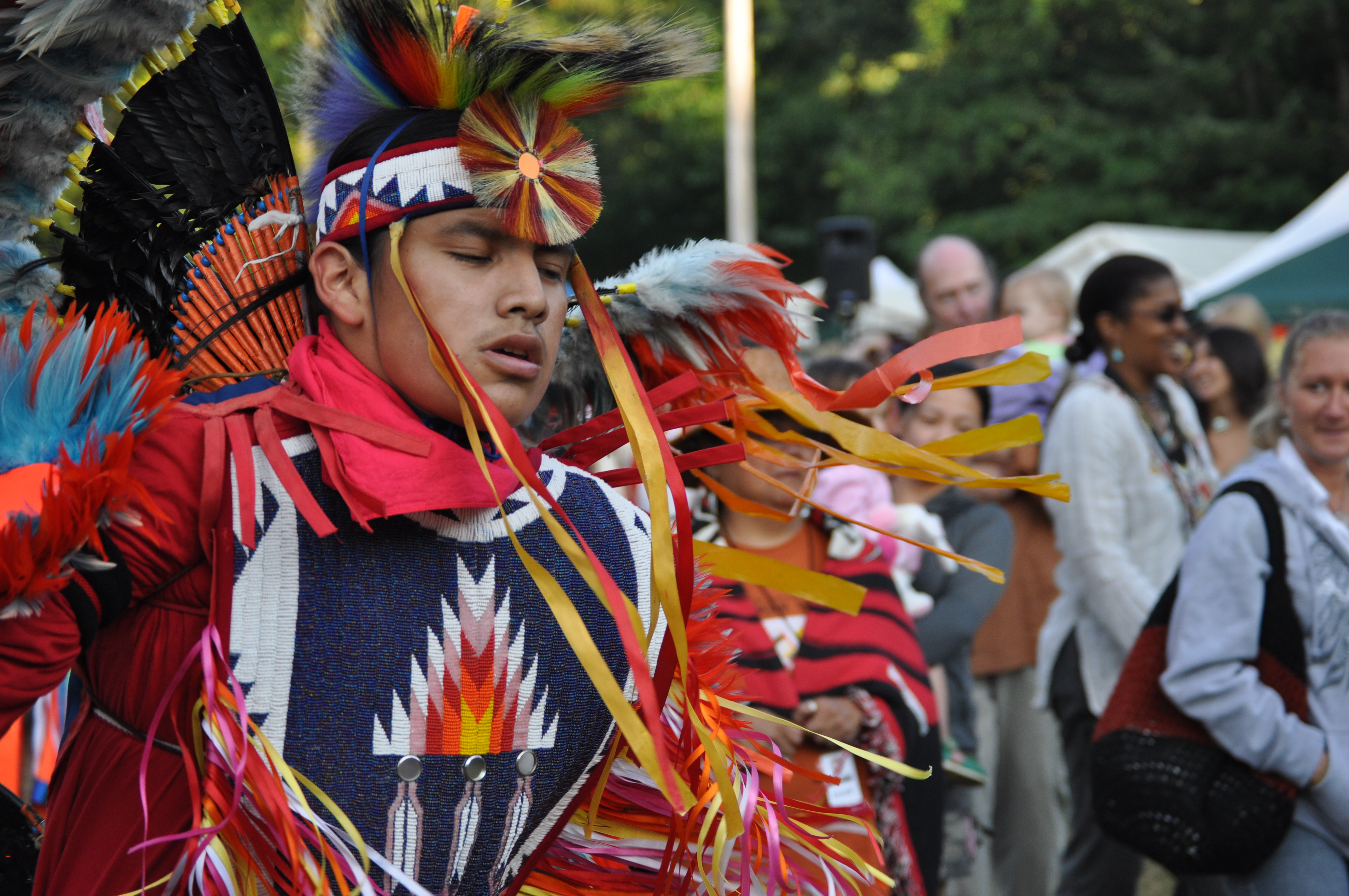
Les peuples autochtones des États-Unis sont confrontés aux taux de pauvreté, de brutalité policière et d'incarcération les plus élevés du pays[11].